# Melinda Wrede
Melinda Charlotta Jalmo Wrede, född 30 mars 1977 i Stockholm, är en svensk journalist, artist och programledare. Wrede är utbildad vid Dramatiska Institutet.
Melinda Wrede är dotter till musikern Curt Jalmo och syster till rapparen Richard Wrede, även känd under artistnamnet Profilen.

## Musik
Melinda Wrede slog igenom hösten 2000 med singeln "Relationsteorin" (som nådde plats 16 på svenska singellistan) och gav 2001 ut albumet Femme fatale.
Albumet Lögner efter läggdags som gavs ut 2008, skrevs och producerades i samarbete med Oscar Söderberg och Marcus Svanberg.

## Radio, TV och film
År 2002 debuterade hon som sommarpratare i radioprogrammet sommar i Sveriges Radio P1. Under sommaren 2006 ledde hon radioprogrammet Morgonpasset i Sveriges Radio P3.
Wrede spelade rapparen Q-Tee i Hans Åke Gabrielssons film Min frus förste älskare (2006). Hon har varit programledare för ZTV presenterar tillsammans med Mogge Sseruwagi och Hanna Fridén. Wrede satt i juryn för Stora Radiopriset inför Radiogalan 2008.

## Övrigt
Wrede arbetade under 2009 med unga musikintresserade flickor under Popkollo och Hip-Hop Kollo i Umeå och Skåne. Hon har medverkat som DJ och konferencier, bland annat vid Stockholm Pride, Frequency och Umeå Pride.
Efternamnet Wrede är taget från hennes morfars mor Anna Wrede, född 1896-12-01 i Sköns församling (Västernorrlands län).

### Infogad
- Den ursprungliga texten, eller delar av texten, till denna artikel kommer från "Relationsteorin" på svenskspråkiga Wikipedia. Författarlistning/historik.